# Gerhard von Schwarzburg
Gerhard von Schwarzburg (mort le 9 novembre 1400 à Wurtzbourg) est évêque de Naumbourg de 1359 à 1372 et de Wurtzbourg de 1372 à sa mort.

## Biographie
Gerhard vient de la maison de Schwarzbourg. Le château, d'où la famille tire son nom, se situe le long de la Schwarza, à l'ouest de Saalfeld, en Thuringe. Il est un fils du comte Heinrich XI von Schwarzburg et de son épouse, Helene von Schauenburg. Ses frères sont Günther XXIII chevalier de l'Ordre Teutonique, Günther XXIV membre du chapitre de Ratisbonne, Heinrich membre du chapitre de Würzburg et prêtre de Kitzingen, ses sœur Mechthild abbesse et Margarethe prieure à Stadtilm.
Gerhard est aumônier de l'empereur Charles IV et l'accompagne lors de sa visite au pape à Avignon. Durant ces années, il est chanoine à Würzburg, Naumbourg, Strasbourg, Bamberg, Mersebourg et Magdebourg. Il est élu en 1359 évêque contre l'avis du pape. En tant qu'évêque de Naumbourg en exercice à partir de 1366, il a à régler les conflits internes et la dette du diocèse qui augmente. Il vend avec le consentement du chapitre, les dernières possessions de l'évêché et leurs droits à Strehla, Wülknitz, Hirschstein et Elsterwerda, s'abstenant lourdement des intérêts de sa famille. Il fait plusieurs missions diplomatiques pour le pape.
Il arrive à Wurtzbourg après la mort de l'évêque Albrecht von Hohenlohe régler le conflit qui oppose Albrecht von Heßberg et Withego Hildbrandi. Bien qu'il n'ait pas eu la majorité des voix, Albrecht von Heßberg obtient la reconnaissance de Mayence mais aussi de la ville de Würzburg. Withego Hildbrandi s'adresse au pape Grégoire XI, ce qui amène Gerhard von Schwarzburg à lui laisser son évêché à Naumbourg. Gerhard von Schwarzburg se retourne alors contre Albrecht von Hessberg. Malgré l'approbation impériale et pontificale, il doit se battre ardemment et l'emporte tout en faisant Albrecht de nouveau membre du chapitre.
Lorsque la maison de Trimberg disparaît en 1376, ses biens, y compris ceux de Bischofsheim an der Rhön et les bailliages d'Altenhaßlau (de) et de Schlüchtern, reviennent au diocèse puis sont attribués à Ulrich IV de Hanau (de). Les propriétés de la maison de Schlüsselberg (à Eggolsheim et Ebermannstadt) sont vendus à la principauté épiscopale de Bamberg.
Le mandat de Gerhard von Schwarzburg est marqué par les conflits avec les autres villes qui se développent. Bien que les représentants de Gerhard participent à une réunion secrète à Nuremberg, dirigée contre le prince Venceslas, il rencontre son cousin Jobst de Moravie pour sa libération.
En 1396, Gerhard est membre de la ligue des princes de Pforzheim dirigée contre le Schleglerbund (de). Sous son règne, avec les promesses et les querelles, les dettes du diocèse s'accroissent considérablement. Pour la régler, il met en place de nouveaux impôts comme une taxe d'import qui le met en 1397 en conflit avec les autres villes.
Lorsque l'évêque limite l'autonomie de la ville de Wurtzbourg en 1373, une insurrection le contraint à reculer. Il fait appel à l'empereur Charles IV qui met la ville hors la loi et l'aide à mater la rébellion. En conflit avec la Ligue de Souabe, Gerhard est de nouveau soutenu et l'emporte sur les villes de Schweinfurt, Bad Windsheim et Rothenburg ob der Tauber. Lors de la bataille de Döffingen le 23 août 1388, Gerhard von Schwarzburg se bat contre la Ligue des Villes Souabes (de) et assiège Windsheim et Schweinfurt, sans résultats. La paix d'Egra (de) en 1389 interdit la Ligue.
En créant de nouveaux impôts, Gerhard relance les conflits latents avec la ville de Würzburg en 1396. Après que l'évêque a puni d'excommunication, les habitants de Wurtzbourg font emprisonner trois ecclésiastiques de la maison de Schwarzburg. Il se réfugie à la forteresse de Marienberg et est libéré deux semaines plus tard par son frère Günther XXVII. Pour éviter la colère de ses fidèles, il fait élever une place forte à Wurtzbourg que les habitants détruisent alors que le chantier commence à peine.
En 1397, onze villes de l'évêché de Wurtzbourg forment une alliance. Elles se tournent vers le nouveau roi Venceslas pour être des villes impériales. Grâce à la puissance des princes voisins, l'insurrection est écrasée. Le comte de Schwarzbourg, le comte d'Henneberg, Jean III burgrave de Nuremberg et le duc Louis VII de Bavière y participent. Ils ne veulent pas que les émeutes se multiplient. En outre, ils sont bien payés de leurs services par l'évêque.
Le dernier soulèvement dans Wurtzbourg est réprimé après une vaine tentative de s'en prendre aux réserves de blé à Bergtheim. Après des entremises du burgrave et de la ville de Nuremberg avec des habitants du Wurtzbourg, on les déplace afin d'affamer la ville. Le complot est éventé dès le début et les troupes menées par Johann von Egloffstein parviennent à le déjouer. Dans la ville détruite, les meneurs s'attendent à une peine sévère, l'évêque impose la restauration et leur demande des sommes élevées pour les absoudre. Les quatre chefs de file subissent le supplice de la roue devant les portes de la ville. Cependant rien n'est réglé.

## Source, notes et références
- (de) Cet article est partiellement ou en totalité issu de l’article de Wikipédia en allemand intitulé « Gerhard von Schwarzburg » (voir la liste des auteurs).
- (de) Franz Xaver von Wegele, « Gerhard », dans Allgemeine Deutsche Biographie (ADB), vol. 8, Leipzig, Duncker & Humblot, 1878, p. 747-756
- (de) Alfred Wendehorst, « Gerhard von Schwarzburg », dans Neue Deutsche Biographie (NDB), vol. 6, Berlin, Duncker & Humblot, 1964, p. 20–271 (original numérisé).